# 청춘 (1969년 영화)
"청춘"은 1969년 공개된 대한민국의 영화이다.

## 배역
- 남진
- 윤정희
- 김진규